# Tony Awards 1992
Die Verleihung der 46. Tony Awards 1992 (46th Annual Tony Awards) fand am 31. Mai 1992 im Gershwin Theatre in New York City statt. Moderatorin der Veranstaltung war Glenn Close, als Laudatoren fungierten Alan Alda, Alec Baldwin, Carol Channing, Kirk Douglas, Michael Douglas, Richard Dreyfuss, Daisy Eagan, Farrah Fawcett, Vincent Gardenia, Danny Gerard, Danny Glover, Gene Hackman, Judd Hirsch, Patti LuPone, Liza Minnelli, Ian McKellen, Tony Randall, Lynn Redgrave, Freddie Roman, Ron Silver und Sigourney Weaver. Ausgezeichnet wurden Theaterstücke und Musicals der Saison 1991/92, die am Broadway ihre Erstaufführung hatten. Die Preisverleihung wurde von Columbia Broadcasting System im Fernsehen übertragen.

## Hintergrund
Die Antoinette Perry Awards for Excellence in Theatre, oder besser bekannt als Tony Awards, werden seit 1947 jährlich in zahlreichen Kategorien für herausragende Leistungen bei Broadway-Produktionen und -Aufführungen der letzten Theatersaison vergeben. Zusätzlich werden verschiedene Sonderpreise, z. B. der Regional Theatre Tony Award, verliehen. Benannt ist die Auszeichnung nach Antoinette Perry. Sie war 1940 Mitbegründerin des wiederbelebten und überarbeiteten American Theatre Wing (ATW). Die Preise wurden nach ihrem Tod im Jahr 1946 vom ATW zu ihrem Gedenken gestiftet und werden bei einer jährlichen Zeremonie in New York City überreicht.

## Gewinner und Nominierte

### Theaterstücke
| Kategorie                            | Preisträger     | Theaterstück                                   | Nominierungen |
| Bestes Theaterstück                  | Brian Friel     | Dancing at Lughnasa                            | - Four Baboons Adoring the Sun – John Guare - Two Shakespearean Actors – Richard Nelson - Two Trains Running – August Wilson                                                                   |
| Bester Hauptdarsteller Theaterstück  | Judd Hirsch     | Conversations with My Father als Eddie         | - Alan Alda in Jake’s Women als Jake - Alec Baldwin in A Streetcar Named Desire als Stanley Kowalski - Brian Bedford in Two Shakespearean Actors als William Charles Macready                  |
| Beste Hauptdarstellerin Theaterstück | Glenn Close     | Death and the Maiden als Paulina Salas Escobar | - Jane Alexander in The Visit als Claire Zachanassian - Stockard Channing in Four Baboons Adoring the Sun als Penny McKenzie - Judith Ivey in Park Your Car in Harvard Yard als Kathleen Hogan |
| Bester Nebendarsteller Theaterstück  | Larry Fishburne | Two Trains Running als Sterling                | - Roscoe Lee Browne in Two Trains Running als Holloway - Željko Ivanek in Two Shakespearean Actors als John Ryder - Tony Shalhoub in Conversations with My Father als Charlie                  |
| Beste Nebendarstellerin Theaterstück | Bríd Brennan    | Dancing at Lughnasa als Agnes                  | - Rosaleen Linehan in Dancing at Lughnasa als Kate - Cynthia Martells in Two Trains Running als Risa - Dearbhla Molloy in Dancing at Lughnasa als Maggie                                       |
| Beste Theaterregie                   | Patrick Mason   | Dancing at Lughnasa                            | - Peter Hall – Four Baboons Adoring the Sun - Jack O’Brien – Two Shakespearean Actors - Daniel Sullivan – Conversations with My Father                                                         |

### Musicals
| Kategorie                       | Preisträger                                                             | Musical                                | Nominierungen |
| Bestes Musical                  | Ken Ludwig (Buch), Ira Gershwin (Liedtexte) und George Gershwin (Musik) | Crazy for You                          | - Falsettos - Five Guys Named Moe - Jelly’s Last Jam |
| Bester Hauptdarsteller Musical  | Gregory Hines                                                           | Jelly’s Last Jam als Jelly Roll Morton | - Harry Groener in Crazy for You als Bobby Child - Nathan Lane in Guys and Dolls als Nathan Detroit - Michael Rupert in Falsettos als Marvin |
| Beste Hauptdarstellerin Musical | Faith Prince                                                            | Guys and Dolls als Miss Adelaide       | - Jodi Benson in Crazy for You als Polly Baker - Josie de Guzman in Guys and Dolls als Sarah Brown - Sophie Hayden in The Most Happy Fella als Rosabella |
| Bester Nebendarsteller Musical  | Scott Waara                                                             | The Most Happy Fella als Herman        | - Bruce Adler in Crazy for You als Bela Zangler - Keith David in Jelly’s Last Jam als Chimney Man - Jonathan Kaplan in Falsettos als Jason |
| Beste Nebendarstellerin Musical | Tonya Pinkins                                                           | Jelly’s Last Jam als Anita             | - Liz Larsen in The Most Happy Fella als Cleo - Vivian Reed in The High Rollers Social and Pleasure Club als Enchantress - Barbara Walsh in Falsettos als Trina |
| Bestes Musicallibretto          | William Finn und James Lapine                                           | Falsettos                              | - Ken Ludwig – Crazy for You - Clarke Peters – Five Guys Named Moe - George C. Wolfe – Jelly’s Last Jam |
| Beste Originalmusik             | William Finn (Musik und Liedtexte)                                      | Falsettos                              | - Jelly’s Last Jam – Jelly Roll Morton und Luther Henderson (Musik) sowie Susan Birkenhead (Liedtexte) - Metro – Janusz Stoklosa (Musik) und Agata Miklaszewska, Maryna Miklaszewska sowie Mary Bracken Phillips (Liedtexte) - Nick & Nora – Charles Strouse (Musik) und Richard Maltby, Jr. (Liedtexte) |
| Beste Musicalregie              | Jerry Zaks                                                              | Guys and Dolls                         | - James Lapine – Falsettos - Mike Ockrent – Crazy for You - George C. Wolfe – Jelly’s Last Jam |

### Theaterstücke oder Musicals
| Kategorie            | Preisträger                                                                  | Theaterstück bzw. Musical | Nominierungen |
| Bestes Bühnenbild    | Tony Walton                                                                  | Guys and Dolls            | - John Lee Beatty – A Small Family Business - Joe Vanek – Dancing at Lughnasa - Robin Wagner – Jelly’s Last Jam                                 |
| Beste Choreographie  | Susan Stroman                                                                | Crazy for You             | - Terry John Bates – Dancing at Lughnasa - Christopher Chadman – Guys and Dolls - Hope Clarke, Ted L. Levy und Gregory Hines – Jelly’s Last Jam |
| Beste Kostüme        | William Ivey Long                                                            | Crazy for You             | - Jane Greenwood – Two Shakespearean Actors - Toni-Leslie James – Jelly’s Last Jam - Joe Vanek – Dancing at Lughnasa                            |
| Bestes Lichtdesign   | Jules Fisher                                                                 | Jelly’s Last Jam          | - Paul Gallo – Crazy for You - Paul Gallo – Guys and Dolls - Richard Pilbrow – Four Baboons Adoring the Sun                                     |
| Beste Wiederaufnahme | Frank Loesser (Musik und Liedtexte) sowie Abe Burrows und Jo Swerling (Buch) | Guys and Dolls            | - The Most Happy Fella - On Borrowed Time - The Visit                                                                                           |

### Sonderpreise (ohne Wettbewerb)
| Kategorie                             | Preisträger                                       | Grund der Preisverleihung |
| Regional Theatre Award                | The Goodman Theatre of Chicago, Illinois, Chicago |                           |
| Tony Honors for Excellence in Theatre | The Fantasticks                                   |                           |

## Statistik

### Mehrfache Nominierungen
- 11 Nominierungen: Jelly’s Last Jam
- 9 Nominierungen: Crazy for You
- 8 Nominierungen: Dancing at Lughnasa und Guys and Dolls
- 7 Nominierungen: Falsettos
- 5 Nominierungen: Two Shakespearean Actors
- 4 Nominierungen: Four Baboons Adoring the Sun, The Most Happy Fella und Two Trains Running
- 3 Nominierungen: Conversations with My Father
- 2 Nominierungen: Five Guys Named Moe und The Visit

### Mehrfache Gewinne
- 4 Gewinne: Guys and Dolls
- 3 Gewinne: Crazy for You, Dancing at Lughnasa und Jelly’s Last Jam
- 2 Gewinne: Falsettos